# Тутсі (гурт)
«Тутсі» — російський жіночий поп-гурт. Початковий склад колективу, що утворився в 2004 році - це випускниці «Фабрики зірок 3», що перейшли до продюсера Віктора Дробиша. Головний хіт «Тутсі» - ремейк пісні Вікі Ферш «Самый-Самый». Згодом, повторити навіть відносний успіх першого хіта гурту так і не вдалося і в 2012 році вона розпалася. У 2019 року в складі - Ірина Ортман, Леся Ярославська, Маша Вебер, Наташа Ростова - «Тутсі» записали сингл «Найкращий чоловік». 

## Історія гурту

### 2004-2005
Гурт утворився в 2004 році, коли випускниці «Фабрики зірок 3» перейшли до продюсера Віктора Дробиша. Спочатку гурт замислювався як квінтет, але ще до дебюту з гурту звільнили Софію Кузьміну. У 2004 році виходить пісня «Самый-Самый» (ремейк пісні естонської співачки Віки Ферш). Саме ця пісня принесла гурту популярність. Однойменний альбом вийшов у 2005 році і був зустрінутий досить прохолодною рецензією Миколи Фандєєва. Він зазначив, що альбом вийшов «середньостатистичний і досить сірий», і що Дробиш працює з гуртом без особливого ентузіазму (в диск увійшла лише одна пісня Дробиша - «Я люблю його», написана в співавторстві з Микитою Малініним). 

### 2006-2007
У 2006 році через вагітність гурт покидає Марія Вебер. Незабаром на її місце приходить Аделіна Шаріпова. Гурт записує сингл «Сама по собі» і знімає кліп. Але через кілька місяців, через розбіжності з учасницями Аделіна Шаріпова покинула гурт. Її замінила Сабріна Гаджікаібова. У 2007 році виходить другий альбом - «Капучіно», який був зустрінутий негативною рецензією піар-агентства « Intermedia », яке відзначило, що у гурту «величезні проблеми зі смаком і репертуаром», а відсутність на диску пісень Віктора Дробиша виглядає цинічно, так як «продюсер, який тільки гроші збирає, завжди здається Карабасом-Барабасом». На заголовну композицію альбому було знято відео. В цьому ж році в колектив повертається учасниця першого складу Марія Вебер, а Сабріна Гаджікаібова покинула колектив.

### 2008-2009
У 2008 році колектив покидає Олеся Ярославська через вагітність. Її замінює Наталія Ростова (Пиженко). Через кілька місяців Олеся повертається в колектив. У новому складі гурт знімає кліп на пісню «Було б гірко», який став останнім як для даного складу, так і для гурту в цілому.

### 2010-2012: Творча криза і розпад групи
Остаточний творчий спад настав у 2010 році. Анастасія Крайнова записала сольний альбом і вирішила покинути колектив. Ірина Ортман, Олеся Ярославська і Марія Вебер також почали займатися сольними кар'єрами, і в 2012 році гурт розпався .

### 2019: Возз'єднання
У листопаді 2019 року в Instagram солісток колективу з'явилася новина про возз'єднання гурту і запису спільного синглу «Найкращий чоловік», в складі: Ірини Ортман, Олесі Ярославської, Марії Вебер і Наталі Ростової. 13 грудня пісня з'явилася в мережі. 

### 2020
У складі - Ірина Ортман, Олеся Ярославська, Марія Вебер і Наталя Ростова, гурт почав свою діяльність і став з'являтися в ефірі радіо і ТБ. 

## Склади[9][10]
| період           | Склад        | Склад                | Склад              | Склад             | Склад                    |
| ---------------- | ------------ | -------------------- | ------------------ | ----------------- | ------------------------ |
| 2004             | Ірина Ортман | Марія Вебер          | Анастасія Крайнова | Олеся Ярославська | Софія Кузьміна           |
| 2004 - 2006      | Ірина Ортман | Марія Вебер          | Анастасія Крайнова | Олеся Ярославська | немає участі             |
| 2006             | Ірина Ортман |                      | Анастасія Крайнова | Олеся Ярославська | немає участі             |
| Аделіна Шаріпова | Ірина Ортман |                      | Анастасія Крайнова | Олеся Ярославська | немає участі             |
| 2006 - 2007      | Ірина Ортман | Сабріна Гаджікаібова | Анастасія Крайнова | Олеся Ярославська | немає участі             |
| 2008             | Ірина Ортман | Марія Вебер          | Анастасія Крайнова | немає участі      | Наталя Ростова (Пиженко) |
| 2009 - 2010      | Ірина Ортман | Марія Вебер          | Анастасія Крайнова | Олеся Ярославська | Наталя Ростова (Пиженко) |
| 2010 - 2012      | Ірина Ортман | Марія Вебер          | немає участі       | Олеся Ярославська | Наталя Ростова (Пиженко) |
| 2019 - даний час | Ірина Ортман | Марія Вебер          | немає участі       | Олеся Ярославська | Наталя Ростова (Пиженко) |

## Солістки
| Солістка                 | Роки перебування     | Знято кліпів | Випущено альбомів    | Замінила                                                      | Причина звільнення                                                                                  |
| ------------------------ | -------------------- | ------------ | -------------------- | ------------------------------------------------------------- | --------------------------------------------------------------------------------------------------- |
| Марія Вебер              | 2004-2006; 2008-2012 | 5            | 2                    | Аделіна Шаріпова                                              | 1) Відносини з Парвізом Ясиновим і вагітність. У 2007 році повернулася в колектив. 2) Розпад гурту. |
| Анастасія Крайнова       | 2004-2011            | 9            | 2                    | -                                                             | Бажання співати сольно.                                                                             |
| Олеся Ярославська        | 2004-2008; 2009-2012 | 8            | 2                    | Наталя Ростова (Пиженко)                                      | 1) Вагітність. У 2009 році повернулася в колектив. 2) Розпад гурту.                                 |
| Софія Кузьміна           | 2004                 |              |                      | -                                                             | Звільнення через порушення дисципліни, відбулося до офіційного представлення колективу публіці.     |
| Аделіна Шаріпова         | 2006                 | 1            | Сабріна Гаджікаібова | Звільнення через конфлікти з продюсерами і іншими учасницями. | |
| Сабріна Гаджікаібова     | 2006-2007            | 3            | Марія Вебер          | Повернення Марії Вебер.                                       | |
| Наталя Ростова (Пиженко) | 2008-2012            | 1            | -                    | Розпад гурту.                                                 | |

## Дискографія[11]
| Рік виходу | Назва       | Учасники записи |
| ---------- | ----------- | --- |
| 2005       | Самый-самый | Ірина Ортман, Марія Вебер, Анастасія Крайнова, Олеся Ярославська                                                                              |
| 2007       | Капучино    | Ірина Ортман, Марія Вебер (також їй були переспівані партії Аделіни Шаріпової і Сабріни Гаджікаібовой), Анастасія Крайнова, Олеся Ярославська |

## Кліпи[11]
| рік  | кліп                                                          | склад                                                                     | альбом           |
| ---- | ------------------------------------------------------------- | ------------------------------------------------------------------------- | ---------------- |
| 2004 | Самый-самый                                                   | Ірина Ортман, Марія Вебер, Анастасія Крайнова, Олеся Ярославська          | Самый-самый      |
| 2005 | Я люблю його                                                  | Ірина Ортман, Марія Вебер, Анастасія Крайнова, Олеся Ярославська          | Самый-самый      |
| 2005 | Гіркий шоколад (feat. КДБ)                                    | Ірина Ортман, Марія Вебер, Анастасія Крайнова, Олеся Ярославська          | капучино         |
| 2005 | Хочеш, так-так-так (запис концертного виступу)                | Ірина Ортман, Марія Вебер, Анастасія Крайнова, Олеся Ярославська          | капучино         |
| 2006 | Сама по собі                                                  | Ірина Ортман, Анастасія Крайнова, Олеся Ярославська, Аделіна Шаріпова     | капучино         |
| 2006 | Сто свічок                                                    | Ірина Ортман, Анастасія Крайнова, Олеся Ярославська, Сабріна Гаджікаібова | Самый-самый      |
| 2006 | Незаміжня (запис виступу на шоу «Нові пісні про головне»)     | Ірина Ортман, Анастасія Крайнова, Олеся Ярославська, Сабріна Гаджікаібова | Капучино         |
| 2007 | С чего начинается Родина (запис концертного виступу)          | Ірина Ортман, Анастасія Крайнова, Олеся Ярославська, Сабріна Гаджікаібова | Капучино         |
| 2007 | Чашка капучино                                                | Ірина Ортман, Анастасія Крайнова, Олеся Ярославська, Сабріна Гаджікаібова | Капучино / Тутсі |
| 2009 | Було б гірко (запис виступу на шоу «Старі пісні про головне») | Ірина Ортман, Марія Вебер, Анастасія Крайнова, Наталя Ростова             | без альбому      |